# Teseida
Teseida è un poema scritto in lingua volgare da Giovanni Boccaccio.
Il poema venne con ogni probabilità iniziato negli ultimi anni del soggiorno a Napoli dell'autore e terminato nei primi anni del rientro a Firenze ed è quindi databile tra il 1339 e il 1341.
Si tratta di un poema eroico scritto in ottave di endecasillabo che, come scrive Roberto Mercuri, "costituisce l'antecedente dell'ottava romanzesca ed epica del Quattrocento e del Cinquecento" ed è strutturato in dodici libri come l'Eneide di Virgilio preceduti ognuno da un sonetto che serve da introduzione e sommario, dove il primo contiene l'argomento generale dell'intera opera. Vi è poi una lettera in prosa dal titolo "A Fiammetta" che ha funzione di proemio dove l'autore dice di voler vincere il "turbato aspetto" della "crudel donna" raccontando una storia d'amore molto antica e simile alla sua e di essersi celato dietro uno dei personaggi.
Come conclusione del poema Boccaccio inserisce due sonetti caudati, O sacre muse, le quali io adoro, dove invoca le dee della mitologia greca protettrici delle arti e Portati abbiam tuoi versi e bel lavoro con il titolo intero dell'opera, Teseida delle nozze d'Emilia.

## Trama
L'opera narra la storia d'amore di due tebani per Emilia, sorella di Ippolita regina delle Amazzoni e quindi cognata di Teseo.
Teseo, figlio di Egeo, muove guerra contro le Amazzoni e ottenuta la vittoria sposa la loro regina Ippolita, per poi condurla ad Atene insieme alla sorella di lei Emilia. Avvicinato da alcune donne tebane che lo pregano di aiutarle contro la cattiveria del loro re Creonte, egli accetta la loro preghiera: sfida a duello Creonte e vince la tenzone. Alla fine della battaglia i guerrieri greci girano per il campo di battaglia per recuperare i loro morti e i feriti e incontrano due giovani tebani sanguinanti dal portamento nobile e dalle ricche armi che conducono da Teseo: i giovani si presentano come Arcita e Palemone, nipoti di Cadmo. Rinchiusi dal re Teseo nella prigione, vedono un giorno dalla finestra Emilia e ambedue se ne innamorano.
Teseo intanto decide di commutare la detenzione in esilio, e Arcita viene allontanato per primo. Dopo numerose peregrinazioni sotto le spoglie di Penteo a Corinto, a Micene, a Egina e Pella, Arcita ritorna ad Atene e, nascondendo la sua vera identità sotto il nome di Penteo diventa servitore di Teseo. Egli si confida solamente a Panfilo che mette però al corrente Palemone del ritorno dell'amico.
Palemone, ancora in carcere, sapendo l'amico libero, riesce, con l'aiuto di Panfilo, a evadere e si reca a cercare Arcita per ucciderlo. Lo trova addormentato sotto un albero ma, preso dal sentimento d'amicizia che li aveva sempre tenuti uniti, desiste dal suo proposito e svegliatolo gli rivela il suo amore per Emilia, ma non essendo nessuno dei due disposto a cedere all'amore per la bella fanciulla, spinti dalla gelosia, decidono di battersi a duello.
Interviene Teseo che, dopo aver saputo l'identità dei due e la causa della contesa, dichiara che i due giovani si contenderanno Emilia nel teatro della reggia adibito a campo di battaglia: ognuno dei contendenti avrà con sé cento cavalieri e il gruppo che scaccerà l'altro sarà il vincitore.
Vengono descritti i preparativi per il singolare duello e tutti i nobili che erano giunti ad Atene per assistere. Lo scontro tra Arcita e Palemone ha inizio e si conclude con la vittoria del primo, il quale, pur essendo ferito a morte sposa Emilia. Nelle disposizioni testamentarie Arcita lascia scritto che alla sua morte Emilia doveva andare sposa a Palemone.
Arcita quindi muore e Teseo fa predisporre l'ufficio funebre e, dato l'ordine di tagliare un'intera selva, fa preparare un immenso rogo. Sul luogo dove era stata abbattuta la selva viene poi fatto innalzare un tempio che custodirà le ceneri del giovane tebano. La storia termina con le lussuose nozze di Palemone ed Emilia.

## Commento
Nel poema si sente l'influenza della Tebaide di Stazio, dell'Eneide di Virgilio, della narrativa francese e, come individua Carlo Muscetta, soprattutto del Roman du Chastelain de Couci di Jacqes da Boulogne.
L'originalità di Boccaccio consiste nell'aver cercato di creare in lingua volgare un nuovo genere epico-cavalleresco. Le tre ottave finali del libro XII, dove vengono descritte le nozze di Emilia con Palemone, riportano infatti il commiato Parole dell'autore al libro suo, dove il Boccaccio afferma di essere stato il primo a trattare un argomento epico in volgare.
L'opera ottenne il pieno consenso del Poliziano e la sua influenza si sente sia nell'Orlando innamorato di Boiardo sia nell'Orlando furioso di Ariosto. Geoffrey Chaucer riprese la trama per Il racconto del cavaliere, a sua volta ripreso da William Shakespeare per I due nobili congiunti.

## Edizioni
- Giovanni Boccaccio, Teseide, [Ferrara], Hoc opus impressit Theseida nomine dictum Bernardo genitus bibliopola puer (Augustinus ei nomen), MCCCCLXXIIIII. URL consultato il 1º aprile 2015.